# Фавр де Вожла, Клод
Клод Фавр де Вожла (фр. Claude Favre de Vaugelas, 1585—1650) — французский писатель, лексикограф, грамматик, синхронный переводчик, «член-учредитель» Французской академии, руководил составлением академического словаря, один из законодателей французского классицизма XVII века в области литературного языка.

## Биография
Клод Фавр де Вожла родился 6 января 1585 года в Мексимьё в семье Антуана Фавра.

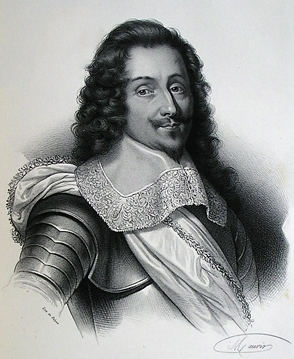
Клод Фавр де Вожла

В своих «Remarques sur la langue française» (Заметки о французском языке, 1647) Вожла вслед за Малербом стремится к «очищению» и «облагорожению» французского языка. Вожла выводит свои правила из «установившегося обычая» (usage), принятого «придворным обществом» и «наиболее известными писателями».
Труды Вожла были признаны образцовыми: даже Корнель исправлял по Вожла свои трагедии. Вожла принадлежит ещё перевод Квинта Курция — «пробный камень» его языковых штудий. «Remarques» были изданы в 1884.
Клод Фавр де Вожла умер 26 февраля 1650 года в городе Париже.
В России работы Вожла оказали огромное влияние на Тредиаковского и Ломоносова как теоретиков литературного языка.